# Monandrocarpa stolonifera
Monandrocarpa stolonifera är en sjöpungsart som beskrevs av Monniot 1970. Monandrocarpa stolonifera ingår i släktet Monandrocarpa och familjen Styelidae. Inga underarter finns listade i Catalogue of Life.